# جنگل‌های بارانی پست‌بوم‌های سریلانکا
جنگل‌های بارانی پست‌بوم‌های سریلانکا (به لاتین: Sri Lanka lowland rain forests) یک منطقهٔ مسکونی و جنگل در سری‌لانکا است.